# Rancho de la luna
Rancho De La Luna ist ein Aufnahmestudio in Joshua Tree, Kalifornien, das 1993 von den Musikern Fred Drake und Dave Catching gegründet wurde. Als Fred Drake im Jahr 2002 an Krebs verstarb, übernahm Dave Catching 2004 und bietet seitdem als Produzent und Musiker, aber auch als Gastgeber und Koch, vielen Bands und Solo-Künstlern ein temporäres Heim für die Zeit des Schaffens und Aufnehmens von Musik- und anderen Kunstwerken.
Im Rahmen der US-amerikanischen TV-Sendung Anthony Bourdain: Eine Frage des Geschmacks (engl.: Anthony Bourdain: No Reservations), drehte Autor und Koch Anthony Bourdain und sein Team für die Folge Sex, Drugs and Rock and Roll mit dem Rock-Musiker Josh Homme auf der Rancho. Der von Homme geschriebene Titelsong Desert Roll für diese Folge entstand währenddessen ebenfalls dort.
Auch einige Hersteller von technischem Musik-Equipment, wie z. B. Yamaha, TC Electronic oder Marshall, nutzten den Ort für Aufnahmen von YouTube-Videos.

## Musiker
Zu den Bands und Musikern, die seit Gründung des Studios dort gearbeitet haben, gehören:
- Arctic Monkeys
- Autolux
- Eagles of Death Metal
- earthlings?
- Foo Fighters
- Fu Manchu
- Iggy Pop[1]
- John Garcia
- Kyuss
- Mark Lanegan
- Masters of Reality
- Queens of the Stone Age
- Snow Patrol
- The Afghan Whigs
- Desert Sessions
- Warpaint
- Kurt Vile[2]

## Alben
Viele Künstler, die dort gearbeitet haben, berichten von einem starken Einfluss auf die dort entstandenen Werke durch die besondere Atmosphäre, die durch die Abgelegenheit in der spärlich bewohnten Wüstengegend entsteht. Zu den bekanntesten dort entstandenen Alben gehören z. B.:
| Albumtitel                           | Jahr der Veröffentlichung | Künstler                |
| ------------------------------------ | ------------------------- | ----------------------- |
| AM                                   | 2013                      | Arctic Monkeys          |
| Deep in the Hole                     | 2001                      | Masters of Reality      |
| Humbug                               | 2009                      | Arctic Monkeys          |
| Post Pop Depression                  | 2018                      | Iggy Pop                |
| Queens of the Stone Age (Debütalbum) | 1998                      | Queens of the Stone Age |
| Sonic Highways                       | 2014                      | Foo Fighters            |
| Volumes 1–12                         | 2000–2019                 | The Desert Sessions     |